# Bantu
Bantu er en generel betegnelse på mere end 400 forskellige etniske grupper i Afrika, fra Cameroun til Sydafrika. De har et fælles sprog, bantusprog, og i mange tilfælde fælles sædvaner.
Sorte afrikanere blev tidligere kaldt "bantus" af det sydafrikanske apartheidregime, og begrebet har dermed et meget negativt fortegn i Sydafrika. Disse folk lever meget udbredt i Centralafrika. De er særligt kendt for det sammenbundne hår og deres udskilte kultur.